# Pedro Mendinueta y Múzquiz
Pedro de Mendinueta y Múzquiz (* 7. Juni 1736 in Elizondo, Region Navarra, Spanien; † 1825 in Spanien) war ein spanischer Offizier und Kolonialverwalter, der als Vizekönig von Neugranada amtierte.

## Leben

### Herkunft und Militärkarriere
Medninueta entstammte einer Familie des spanischen Adels. Seine Karriere begann er 1756 als Kadett der spanischen Infanterie. Er war Ritter im Orden von Santiago und Ritter vom Orden Karls III.
1763 wurde er nach Amerika versetzt. Er sollte im Rahmen der spanischen Armeereformen die neu eingerichteten Milizeinheiten auf Kuba und Puerto Rico aufstellen. Er blieb bis 1782 auf Puerto Rico, diente dann ein Jahr in Havanna und ging 1784 nach Mexiko, um auch dort die Einheiten der Provinz- und Stadtmilizen zu organisieren. 1789 kehrte er vorübergehend nach Spanien zurück.

### Amtszeit als Vizekönig von Neugranada
Anfang 1796 ernannte ihn der Hof zum Vizekönig von Neugranada. Er reiste nach Südamerika und übernahm das Amt in Cartagena von seinem Vorgänger José de Ezpeleta. Seinen formellen Einzug in Bogotá hielt er am 18. März 1797.
In seiner Amtszeit wurde die Wasserversorgung der Hauptstadt verbessert. Auch das Straßennetz Richtung Karibikküste wurde ausgebaut und erweitert.
Zu jener Zeit bereiste Alexander von Humboldt Südamerika mit seinem Begleiter Aimé Bonpland. Die beiden wurden vom Vizekönig mit großem Interesse im Juli 1801 empfangen. Mendinueta betonte in seinem Bericht Relación del estado der Nuevo Reino de Granada, wie notwendig eine exakte Vermessung und kartografische Erfassung der Kolonie als Grundlage für weitere Verbesserungen der Infrastruktur sei. Von 1802 bis 1803 baute Domingo de Petrés im Auftrag von José Celestino Mutis das erste astronomische Observatorium in Bogotá.
Mendinueta interessierte sich für Medizin, und die öffentliche Gesundheit war ihm ein wichtiges Anliegen. Er gründete ein Krankenhaus in Bogotá, ließ die Fakultät an der örtlichen Hochschule neu organisieren und gestattete die ersten Leichensektionen in der Kolonie. Er erbat in Madrid auch die Genehmigung die in Europa neu entdeckte Pockenimpfung in Neugranada einführen zu dürfen.
Auch in Mendinuetas Amtszeit ereigneten sich mehrere Aufstände einheimischer Bevölkerungsgruppen gegen die Steuern und Abgaben der Kolonialherren.
Kirchenpolitisch beantragte er die Einrichtung neuer Diözesen in Antioquia, Vélez und Llanos und drang auf eine bessere kirchliche Betreuung der Gegenden, die durch die Vertreibung der Jesuiten 1767 ohne nennenswerte Seelsorge und Bildungseinrichtungen verblieben waren.

### Rückkehr nach Europa
1803 übergab er sein Amt an Antonio Amar y Borbón und kehrte nach Spanien zurück. In Spanien ernannte man ihn zum Generalinspekteur der Milizen, 1807 wurde er in den Obersten Kriegsrat und den Staatsrat berufen. Während der napoleonischen Besetzung Spaniens hielten ihn die Franzosen gefangen.
Nach der Rückkehr König Ferdinands VII. ernannte man ihn zum Dekan des Obersten Kriegsrates. 1825 starb er.